# Richard Fleitmann

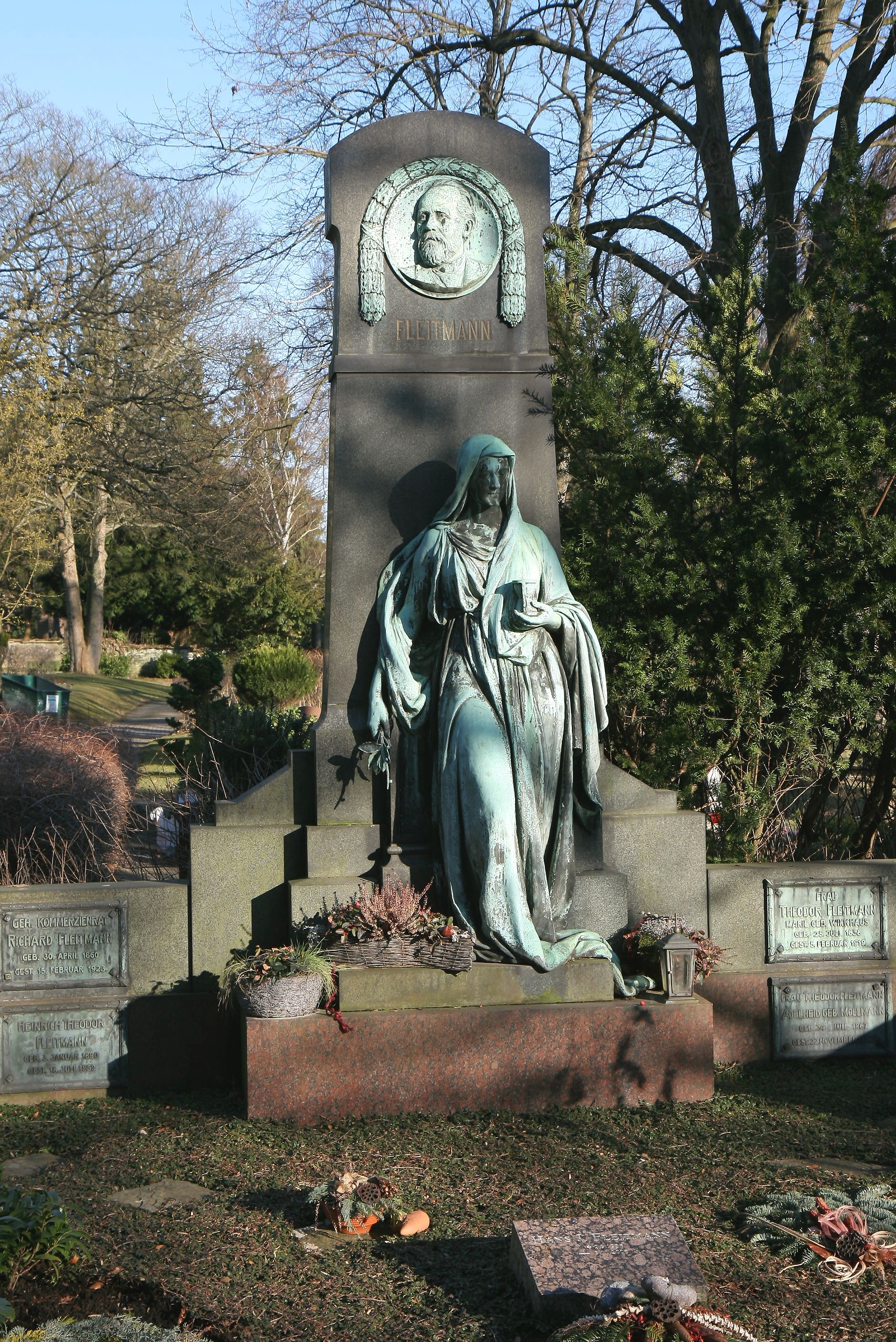
Grab von Richard Fleitmann

Richard Theodor Fleitmann (* 30. April 1860 in Iserlohn; † 15. Februar 1923 in Dortmund) war ein deutscher Unternehmer und Politiker (NLP).

## Leben
Fleitmann, der evangelischer Konfession war, war der Sohn von Theodor Fleitmann und dessen Ehefrau Maria Fleitmann geborene Winkhaus. Er übernahm das väterliche Unternehmen Westfälisches Nickelwalzwerk Fleitmann, Witte & Co. und wurde nach der Fusion 1902 Generaldirektor der Vereinigte Deutsche Nickel-Werke AG in Schwerte. Er wurde zum Kommerzienrat ernannt. 1912 bis 1919 gehörte er für den Wahlkreis Iserlohn-Land und die NLP dem Provinziallandtag der Provinz Westfalen an. 
Seine Ehefrau war Emma Witte. Sie hatten die Tochter Helene, zuerst verheiratet mit Siegfried von Brauchitsch, gemeinsame vier Kinder. Dann war Helene von Brauchitsch nach dem Tod des ersten Ehemannes 1921 mit Balthasar von Frankenberg-Lüttwitz liiert, diese Ehe wurde 1938 geschieden. Siegfried von Brauchitsch war Gutsbesitzer in Schlesien, auf Schloss Klein Gaffron.
Das Grabmal der Familie Fleitmann auf dem Hauptfriedhof Iserlohn steht unter Denkmalschutz.